# Kradzież z włamaniem
Kradzież z włamaniem (art. 279 § 1 kk) – zabór rzeczy ruchomej celem jej przywłaszczenia dokonany po uprzednim pokonaniu zabezpieczenia. W dawnym orzecznictwie i literaturze prawa karnego przyjmowano, że zabezpieczenie musi mieć fizyczny charakter. Obecnie coraz częściej spotykany jest pogląd, że włamaniem jest także pokonanie niematerialnego zabezpieczenia (np. złamanie kodu zamka szyfrowego). Nie jest istotne, na ile zabezpieczenie jest w stanie spełnić swoją rolę. Włamanie ma miejsce zawsze, gdy sprawca usuwa sprawną przeszkodę (drzwi zamknięte na klucz, skobel, zamknięte okno, zasunięty zamek błyskawiczny w namiocie) umieszczoną przez właściciela i z której wynika jego wola zabezpieczenia rzeczy przed osobami postronnymi. Sposób pokonania zabezpieczenia jest nieistotny. Sprawca może posłużyć się także oryginalnym kluczem.
Włamanie może nastąpić tylko do zamkniętego pomieszczenia (także pojazdu). Zwykłą kradzieżą będzie zatem zabór roweru przypiętego na łańcuch do parkanu.
Kradzież z włamaniem, w przeciwieństwie do kradzieży nie jest czynem przepołowionym. Sprawca odpowiada za przestępstwo niezależnie od wartości skradzionej rzeczy.
Przestępstwo jest zagrożone karą pozbawienia wolności od roku do lat 10. W przypadkach mniejszej wagi sąd może orzec karę pozbawienia wolności od 3 miesięcy do lat 5.
Jeśli kradzież z włamaniem popełniono na szkodę osoby najbliższej, ściganie przestępstwa następuje na jej wniosek.